# Adoratorio de Ehécatl
El Adoratorio de Ehécatl es una estructura circular compuesta por cinco adoratorios superpuestos que fue hallada entre 1967 y 1970 durante los trabajos de excavación para la construcción de la estación del Metro Pino Suárez, en Ciudad de México, donde se exhibe desde entonces. El adoratorio formó parte de un centro ceremonial de la ciudad de Tenochtitlan en la zona que actualmente corresponde a las calles de Pino Suárez y José María Izazaga.
Los trabajos de exploración fueron dirigidos por los arqueólogos Jordi Gussinyer y Raúl Arana. Por lo general, los edificios circulares se dedicaban a Ehécatl-Quetzalcoatl, esta es una de las razones que relacionan al adoratorio con el dios y se confirmó al encontrar una escultura del mismo en uno de los niveles. El adoratorio mide 10.7 m x 7.6 m x 3.7 m y estaba ubicado en dirección este-oeste del patio que tuvo escalinatas en tres de sus lados con los adoratorios dispuestos al centro. El patio tenía celdas de habitación conectadas entre sí a través de pasos exteriores, canales y muros que juntos formaban un gran corredor de acceso desde la calzada de Iztapalapa a Tenochtitlan.
De acuerdo a algunos autores, los adoratorios superpuestos están dedicados a dioses distintos y fueron construidos en tres épocas diferentes. La parte inferior inferior está dedicada a Tláloc, la parte central a Ehécatl-Quetzalcóatl y es probable que la superior esté dedicada a Tezcatlipoca, según Torquemada.
Aunque el adoratorio no está reconocido por el INAH-Conaculta como zona arqueológica, es una de las más visitadas por su ubicación. Se estima que al año la visitan unos 54 millones de personas.

## Escultura de Ehécatl-Ozomatli

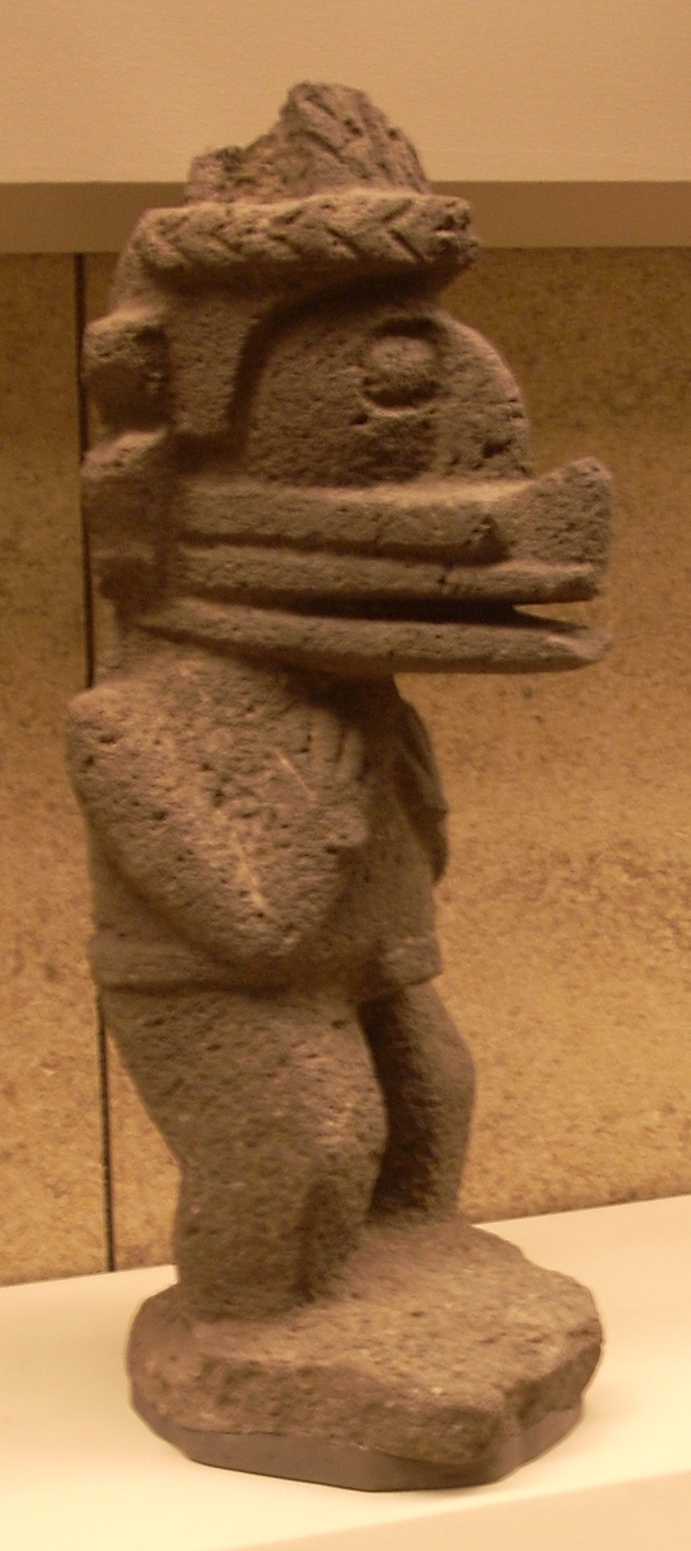
Estatua de Ehécatl-Ozomatli del Posclásico tardío (1300 - 1521), actualmente en el Museo Británico.

Junto a la estructura se encontraron ofrendas relacionadas al adoratorio, la más importante de ellas es la escultura del dios Ehécatl. La pieza está tallada en piedra andesítica y representa al dios en forma de un ozomatli con la máscara bucal del dios del Viento. Esta representación es poco frecuente y fue encontrada en muy buenas condiciones con algunos de sus colores originales, de ahí su importancia histórica y estética.
Esta escultura estuvo colocada al pie de la escalinata del adoratorio. Es posible que la escultura esté relacionada con el segundo Sol, "Cuatro viento", esta etapa acabó con un cataclismo por huracanes y los hombres se convirtieron en monos. El cuerpo estaba pintado de color negro, la máscara, parte de la cara, las orejas y las manos de rojo. La zona de las muñecas era verde azulado con brazaletes de cascabeles al igual que la cuenca de los ojos. Al ser de color negro, el ozomatli puede estar relacionado con Tezcatlipoca La figura también tiene dos serpientes de color negro con la cabeza y crótalos rojos, una que se enrosca en la base de la escultura y sube por su pierna mientras que la otra es su propia cola.